# Possacos
Possacos is een plaats (freguesia) in de Portugese gemeente Valpaços en telt 464 inwoners (2001).